# Ible
Ible est une paroisse civile et un village du Derbyshire, en Angleterre.